# Gregoria
Gregoria, född cirka 613, död efter 641, var en bysantinsk kejsarinna, gift med kejsar Konstantin III. Hon var medlem av sin sons förmyndarregering 641-650. 
Hon var dotter till Niketas (d. 629) och syssling till Konstantin. Hon växte upp i Cyrenaika och kom år 630 till Konstantinopel för att gifta sig med den jämnårige Konstantin vid ungefär 17 års ålder. 
Gregoria var dotter till general Niketas, som var kusin till kejsar Heraklius. Hon trolovades 22 januari år 613 med sin ett år gamla syssling, tronföljaren och medkejsaren Konstantin, när han döptes och kröntes till sin fars medregent. Hennes far var kejsarens nära medarbetare och barnens äktenskap sågs som en fördelaktiga samling av kejsarmakten inom familjen. Äktenskap mellan två sysslingar ansågs visserligen tekniskt sett incestuöst av kyrkan, men med tanke på att kejsaren själv gifte sig med sin egen brorsdotter Martina, en grövre incest som väckte skandal, tycks ingen ha ägnat så mycket uppmärksamhet åt den mindre grova incesten mellan Gregoria och Konstantin. Hon tycks inte ha levt i Konstantinopel utan med sin far, som 619-629 var exark i Africa, för det nämns att hon fördes till sitt bröllop från Pentapolis i Libya. 
Vigseln mellan Gregoria och Konstantin tycks ha ägt rum 629 eller 630, strax efter hennes fars död och samtidigt som prins Theodosios gifte sig med den persiske generalen Shahrvaraz dotter Nike. De fick två söner. År 641 besteg hennes make tronen i samregering med sin halvbror och styvmor Martina. Gregoria blev då kejsarinna men spelade ingen roll som juniorkejsarinna vid sidan av Martina. Maken avled efter tre eller fyra månaders regering. När Martina och hennes son avsattes i september 641, uppsattes Gregorias son på tronen. Hennes son var tio år gammal och blev inte myndig förrän år 650. Gregoria bör i enlighet med sin ställning som monarkens tronarvinge och medlem av dynastin i egen rätt med all säkerhet ha blivit sin sons regent, men dokumentation saknas om hennes verksamhet som regent under en tid när riket på grund av Martinas exempel hade gjort kvinnliga regenter till något kontroversiellt.
Barn
- Flavius Heraclius (Constans II), född 630
- Theodosius, död 658